# Hydrophis jerdonii
Espèce
Synonymes
- Kerilia jerdonii Gray, 1849
- Kerilia jerdoni siamensis Smith, 1926
- Kerilia jerdonii siamensis Smith, 1926

Statut de conservation UICN

 LC  : Préoccupation mineure
Hydrophis jerdonii ou Hydrophide de Jerdon est une espèce de serpents de la famille des Elapidae.

## Habitat et répartition
Cette espèce se rencontre dans les eaux du Sri Lanka, de l'Inde, de la Birmanie, de Thaïlande, de Malaisie, de Singapour, d'Indonésie, du Viêt Nam, de Chine et de Taïwan.
Il vit le long des côtes dans des eaux peu profondes souvent troubles.

## Description
Hydrophis jerdonii mesure jusqu'à 100 cm dont 10 cm pour la queue. Cette espèce a la face dorsale olive parfois tachetée de noir, essentiellement chez les juvéniles, et la face ventrale jaunâtre ou blanche. Son corps est barré de 30 à 40 selles sombres. La femelle, vivipare, donne naissance à 3-4 serpenteaux d'environ 30 cm de long. C'est un serpent marin venimeux qui, comme le tricot rayé, est capable de se déplacer sur le sol, mais uniquement de façon occasionnelle et brève pour rejoindre un estuaire, une mare côtière...

## Liste des sous-espèces
Selon The Reptile Database (1 novembre 2011) :
- Hydrophis jerdonii jerdonii (Gray, 1849)
- Hydrophis jerdonii siamensis (Smith, 1926)

## Taxinomie
Cette espèce a été placée dans le genre monotypique Kerilia son inclusion dans Hydrophis a été confirmée par Sanders, Lee, Mumpuni, Bertozzi et Rasmussen en 2012.

## Étymologie
Cette espèce est nommée en l'honneur de Thomas Caverhill Jerdon.

## Publications originales
- Gray, 1849 : Catalogue of the specimens of snakes in the collection of the British Museum. London, p. 1-125 (texte intégral).
- Smith, 1926 : Monograph on the Sea Snakes (Hydrophiidae). British Museum, London, p. 1-130.